# Isadora Duncan
Isadora Duncan (n. 26 mai 1877, California, SUA – d. 14 septembrie 1927, Nisa, A Treia Republică Franceză) a fost o dansatoare americană, creatoare a unui stil expresiv în arta dansului, inspirat din dansul antic grecesc, care a influențat coreografia modernă a secolului al XX-lea.

## Biografie
S-a născut la San Francisco într-o ambianță familiară modestă, cu numele ei adevărat de Angela Isadora Duncan. În timpul adolescenței, s-a deplasat împreună cu unii din membrii familiei la Chicago sau New York, apărând ca balerină în diverse spectacole, fără vreun succes deosebit. Cariera sa profesională începe în 1896 cu ajutorul producătorului de film Augustin Daly, care o convinge să înceapă un turneu în Europa. Ajunsă la Londra, în fața unui public cultivat și înstărit, obține un succes enorm, ceea ce i-a permis să-și continue turneul pe scenele teatrelor din Viena, Budapesta și Berlin. În 1904 deschide o școală de dans la Grünwald în Germania, propagând astfel noul său stil de dans, în care interpreta coreografic muzică de Beethoven sau alți compozitori clasici. Urmară alte două școli la Paris (1914) și Moscova (1921). Un turneu în Statele Unite ale Americii în anul 1908 este mai curând un fiasco, publicul american neacceptând dansul pe o muzică ce nu fusese creată anume pentru balet.

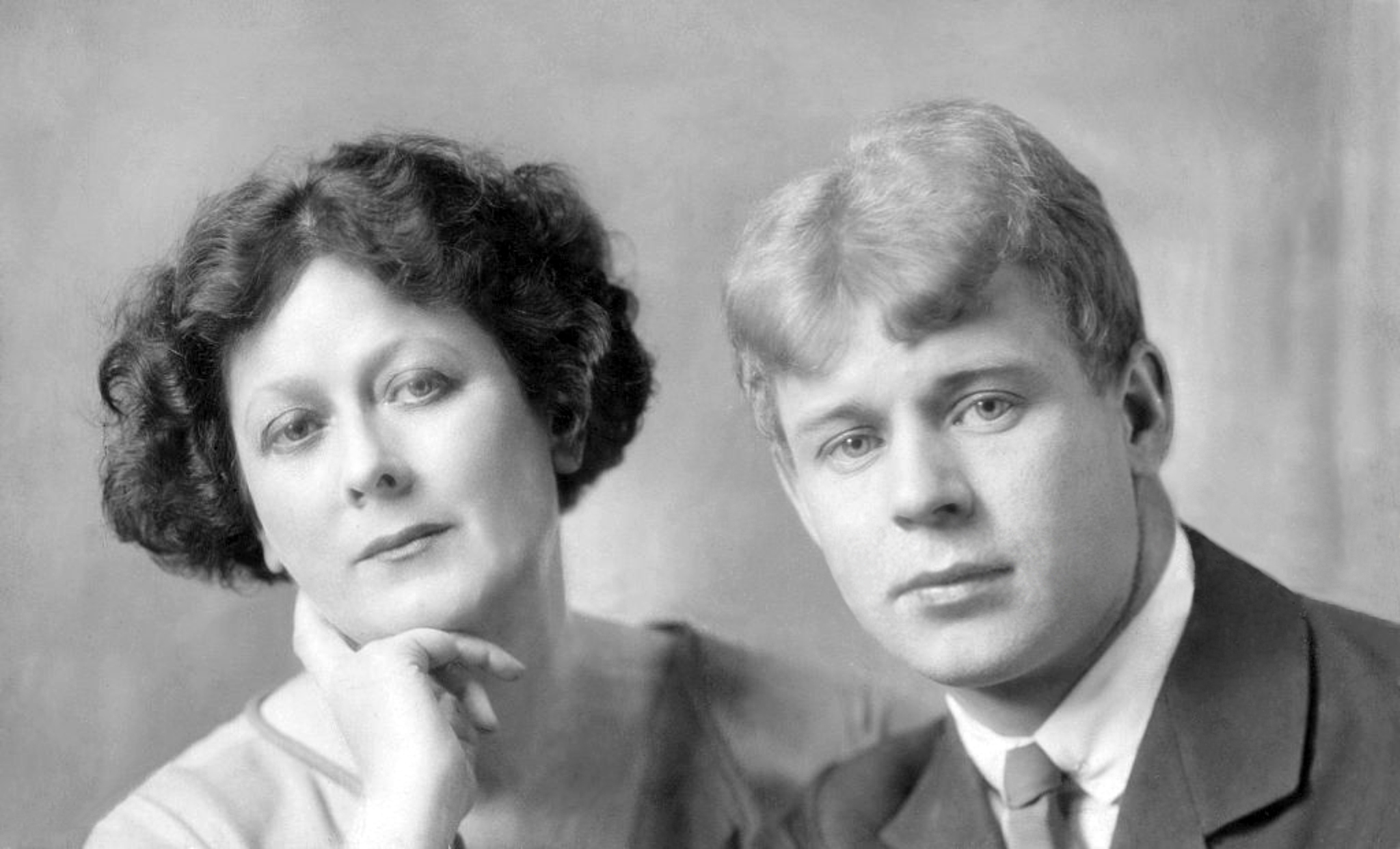
Isadora Duncan și Serghei Esenin

În viața privată, alături de succesele profesionale, duce o existență dezordonată și este lovită de evenimente tragice. Doi copii, o fiică dintr-o legătură cu scenaristul Edward Gordon Craig și un fiu dintr-o aventură cu industriașul Isaac Singer, celebrul producător de mașini de cusut, mor într-un accident de circulație în 1913 la Paris.
La sfârșitul unei perioade de depresie psihică, regăsește energia necesară pentru a se ocupa intens de elevii săi, dintre care a adoptat șase, deveniți oarecum înlocuitorii propriilor săi copii dispăruți. În 1922 se căsătorește cu poetul rus Serghei Esenin, de care se separă după un an, neputând suporta excesele alcoolice și violențele acestuia. Viața sa a luat un sfârșit tragic în 1927 la Nisa, murind strangulată de un șal lung ce-l purta în jurul gâtului, prins de roata automobilului descoperit. 
Stilul de dans al Isadorei Duncan era caracterizat de mișcări libere, curgătoare, încărcate emoțional, oglindind fascinația idealurilor antice cu privire la corpul omenesc în mijlocul elementelor naturii. În mod obișnuit apărea îmbrăcată într-o tunică scurtă cu brațele, gambele și picioarele goale, cu părul fluturând în aer, dând impresia unui dans improvizat. Stilul său coreografic a fost preluat și dezvoltat de maeștri ai baletului ca Mihail Fokin, Ted Shawn și de dansatoarea Ruth Saint Denis.